# Anne Kursinski
Anne Kursinski, född den 16 april 1959 i Los Angeles, Kalifornien, är en amerikansk ryttare.
Hon tog OS-silver i lagtävlingen i hoppning i samband med de olympiska ridsporttävlingarna 1996 i Atlanta.